# Condado de Berrien (Michigan)
O Condado de Berrien é um dos 88 condados do estado americano de Michigan. A sede do condado é St. Joseph, e sua maior cidade é Benton Harbor.
O condado possui uma área de 4 096 km² (dos quais 2 617 km² estão cobertos por água), uma população de 162 453 habitantes, e uma densidade populacional de 110 hab/km² (segundo o censo nacional de 2000). O condado foi fundado em 29 de outubro de 1829.